# 科托迪布朗扎凯
科托迪布朗扎凯（法語：Coteaux-du-Blanzacais，法語發音：[kɔto dy blɑ̃zakɛ]）是法国夏朗德省的一个市镇，属于干邑区。该市镇于2017年由市镇布朗扎克-波尔舍雷斯和克雷萨克-圣热尼合并而成。2019年，市镇圣莱热并入科托迪布朗扎凯。

## 地理
科托迪布朗扎凯（45°28'38"N, 0°1'57"E）面积23.83 平方千米，位于法国新阿基坦大区夏朗德省，该省份为法国西部内陆省份，北起德塞夫勒省和维埃纳省，东临上维埃纳省，东南至多尔多涅省，南至多爾多涅省，西接滨海夏朗德省。
与科托迪布朗扎凯接壤的市镇（或旧市镇、城区）包括：瓦勒德维涅、香槟维尼、贝什雷斯、佩里尼亚克、诺纳克、德维亚、贝萨克、圣奥莱拉沙佩尔。
科托迪布朗扎凯的时区为UTC+01:00、UTC+02:00（夏令时）。

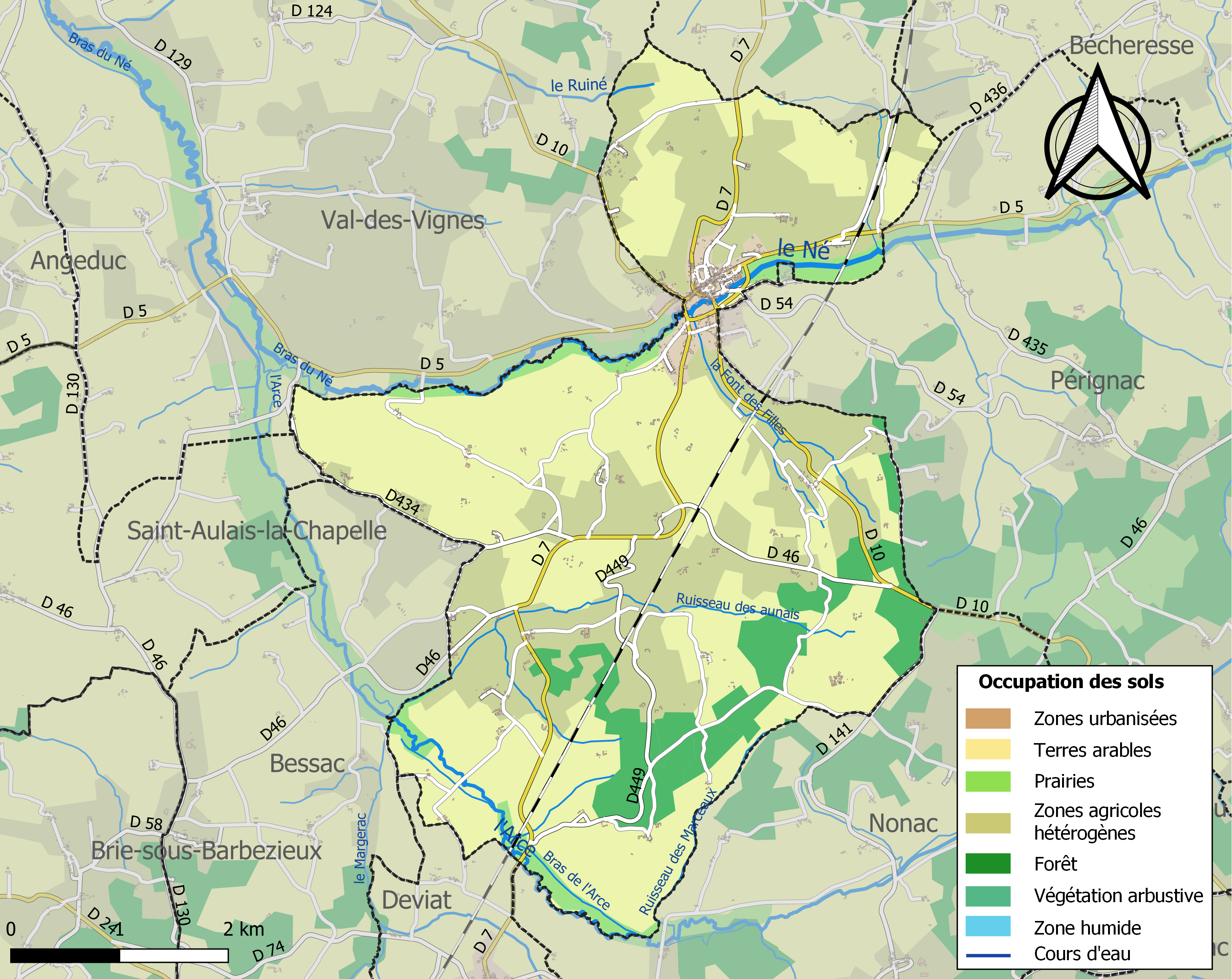
科托迪布朗扎凯的OSM定位图

## 行政
科托迪布朗扎凯的邮政编码为16250，INSEE市镇编码为16046。

## 政治
科托迪布朗扎凯所属的省级选区为夏朗德南县。

## 人口
科托迪布朗扎凯于2022年1月1日时的人口数量为1000人。